# سیارک ۹۸۹
سیارک ۹۸۹ (به انگلیسی: 989 Schwassmannia، نامگذاری:1922MW) نهصد و هشتاد و نهمین سیارک کشف شده‌است که در ۱۸ نوامبر ۱۹۲۲ کشف شد.
قدر مطلق سیارک برابر ۱۱٫۸۰ است.